# Profitis Ilias (Mykines)

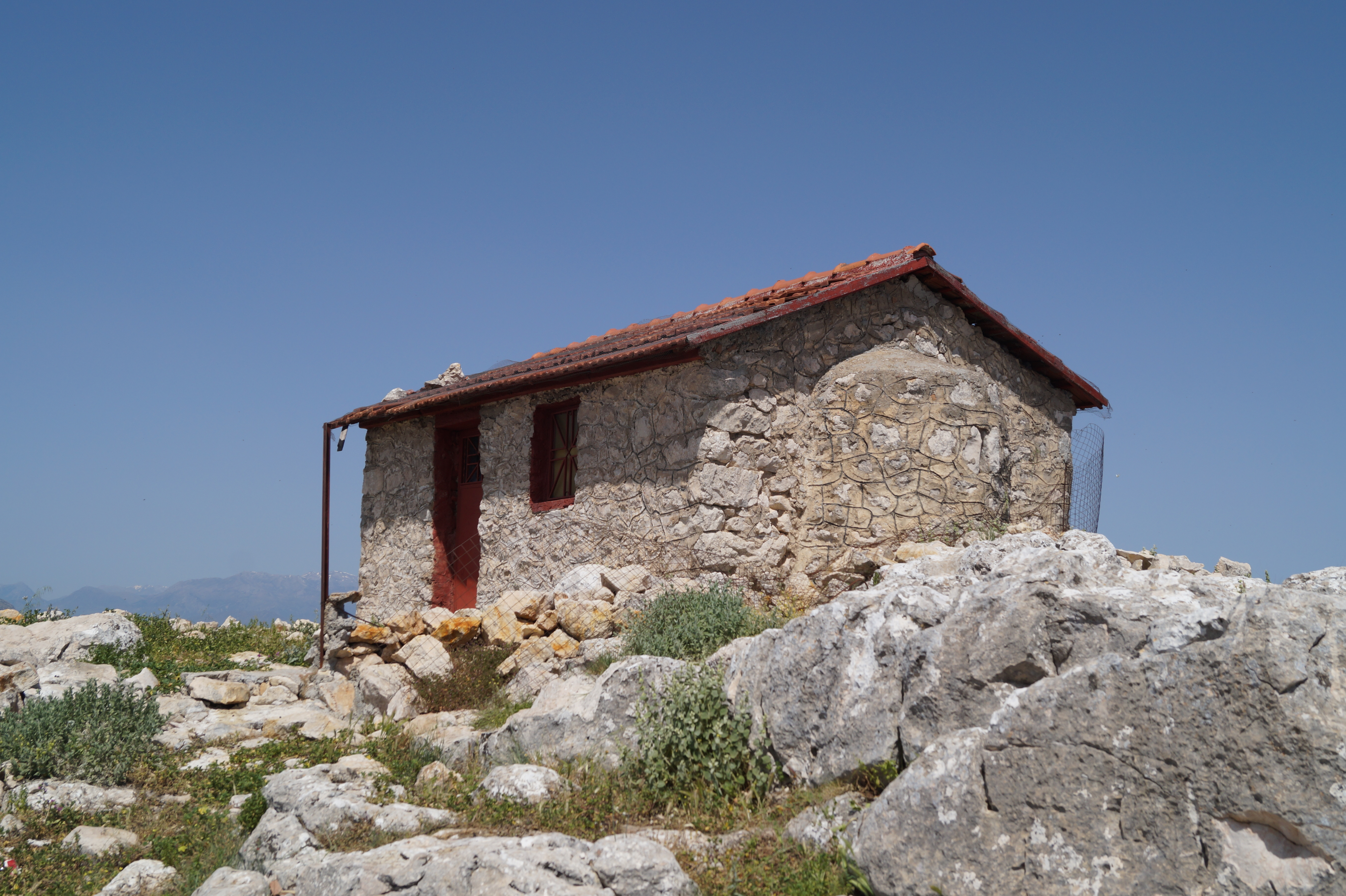
Kirche Profitis Ilias auf dem Gipfel

Profitis Ilias (griechisch Προφήτης Ηλίας, ‚Prophet Elija‘) ist ein 809 m hoher Berg auf der Peloponnes. Er wird auch Agiolias (griechisch Αγιολιάς, ‚Heiliger Elija‘) oder Charvati (griechisch Χαρβάτι) genannt.

## Beschreibung
Der Profitis Ilias liegt etwa 3 km nordöstlich von Mykines und 1,5 km nordöstlich von Mykene. Die Grenze zwischen der Argolis und Korinthia verläuft auf seinem Bergrücken. Da der Profitis Ilias relativ isoliert steht kann von hier aus die Umgegend in alle Himmelsrichtungen gut überwacht werden.

## Antike Mauern
1876 bestiegen Heinrich und Sophia Schliemann den Profitis Ilias und untersuchten die antiken Überreste. Kurze Zeit später beschrieb und kartographierte Bernhard Steffen die Mauern. Am 19. Juni 1922 führte Alan Wace Ausgrabungen durch. In Löchern zwischen den Felsen fand er späthelladische Tonscherben (SH III, etwa 1400–1200 v. Chr.). Hierunter befanden sich ein Griff und drei Stile von Kylikes und ein Griff und den Boden einer tiefen Schüssel. Außerdem fand er 20 Scherben von schwarzglasierten, hellenistischen Gefäßen und mittelalterliche und neuzeitliche Keramik und eine römische und eine fränkische Münze.
Auf dem höchsten Punkt gibt es Reste einer kleinen Befestigung von etwa 16 × 17 m. Sie wurde vermutlich in SH III errichtet und in späteren Zeiten mehrmals restauriert. Die Mauern waren im kyklopischen Stil errichtet und hatten eine Dicke von etwa 1,25 m und waren als Schliemann die Stätte besuchte noch 0,90 bis 2 m hoch erhalten. Ihre ursprüngliche Höhe war vermutlich höher. Im südlichen Teil der Ostmauer gab es einen Eingang wie eine Türschwelle mit einer Bohrung für eine Türangel belegt. Durch den Eingang nördlich direkt neben dem Eingang gab es eine kleine Bastion, die etwa 2 m hervorsprang. Sie lag zur nicht durch ein Schild geschützten Rechten der Angreifer. Es konnte keine antike Bebauung innerhalb der Befestigung festgestellt werden. Im 19. Jahrhundert gab es im Südosten der Befestigung eine kleine, dachlose Kapelle, die dem Prophet Elija geweiht war und in der ein Mastixstrauch wuchs. Anfang des 20. Jahrhunderts war diese Kapelle abgerissen worden und eine neue Kapelle etwa 5 m weiter nordwestlich errichtet worden.
Um das Herannahen des Feindes zu erschweren, hatte man im Westen, Osten und Nordosten, an Stellen, an denen das Gelände flach war, Terrassenmauern errichtet. Sie waren etwa 2 m hoch. Auch etwa 100 m östlich auf einem etwas niedrigeren Sattel hatten man zwei ähnliche Mauern am nördlichen Abhang errichtet. Sie verliefen beide von einem Felsen im Westen bis zu einem im Osten. Die höhergelegene, südliche Mauer hatte einen Durchgang 2 m und die tiefergelegene nördliche Mauer von 1,40 m. Anhand von aufgefundenen Dachziegel konnten diese Mauern in klassische oder hellenistische Zeit datiert werden. Am östlichen Ende des Sattels fand man die Grundmauern von kleinen Hütten, die im Mittelalter oder später aus kleinen, unbehauenen Steinen errichtet wurden.

## Zweck der Befestigung
Schliemann dachte, da es auf dem Berg kein Wasser gab, dass es sich bei der Befestigung auf dem Gipfel nicht um ein Fort handelt. Er vermutete, dass es hier einen Tempel des Helios gab und, dass die heutige Verehrung des Propheten Elija auf die Namensähnlichkeit zurückzuführen sei. So wurde der heidnische Gott nach Einführung des Christentums durch den biblischen Prophet ersetzt.
Steffen vermutete, dass auf dem Gipfel ein kleines Fort stand, dass auch als Signalstation diente. So berichtete Aischylos, dass von dem Arachneo über ein Feuersignal die Einnahme von Troja an Mykenae gemeldet wurde. Der Arachneo, ist jedoch nicht von Mykene aus zu sehen. Aus diesem Grund vermutete er, dass es auf dem Profitis Ilias eine Signalwache gab.